# قائمة الأشخاص على طوابع البحرين
هذه هي قائمة الأشخاص على الطوابع البريدية في البحرين.
هذه القائمة الكاملة حتى عام 2006. التاريخ المذكور بعد الشخص هو تاريخ التواجد الأول.
- إليزابيث باوز ليون (1948).
- جرجس (1950).
- جورج الخامس ملك المملكة المتحدة (1933).
- جورج السادس ملك المملكة المتحدة (1938).
- حمد بن عيسى بن سلمان آل خليفة (1999).[1]
- عيسى بن سلمان آل خليفة (1964).
- خالد بن عبد العزيز آل سعود (1976).
- سلمان بن حمد آل خليفة (1960)، والسكان المحليين (1953).